# Aldeas antiguas del norte de Siria
Las Aldeas antiguas del norte de Siria (o ciudades muertas u olvidadas) son un grupo de 700 asentamientos abandonados en el noroeste de Siria entre Alepo e Idlib. Son alrededor de 40 pueblos agrupados en ocho parques arqueológicos situados en el noroeste de Siria que reflejan la vida rural en la Antigüedad tardía y durante el período bizantino. La mayoría de los pueblos, que datan de los siglos I al VII, se abandonó entre los siglos VIII y X. Los asentamientos cuentan con los restos bien conservados de la arquitectura de viviendas, templos paganos, iglesias, aljibes, baños, etc. Las aldeas más importantes son Serjilla y Al Bara, y el conjunto monacal de Qal'at Si'man.
Las aldeas están situadas en una zona elevada de piedra caliza. Estos antiguos asentamientos cubren un área de 20 a 40 kilómetros (25,12 millas) de ancho y unos 140 kilómetros (87 millas) de largo. Se encuentran en el conocido como Macizo Calcáreo.

## Historia

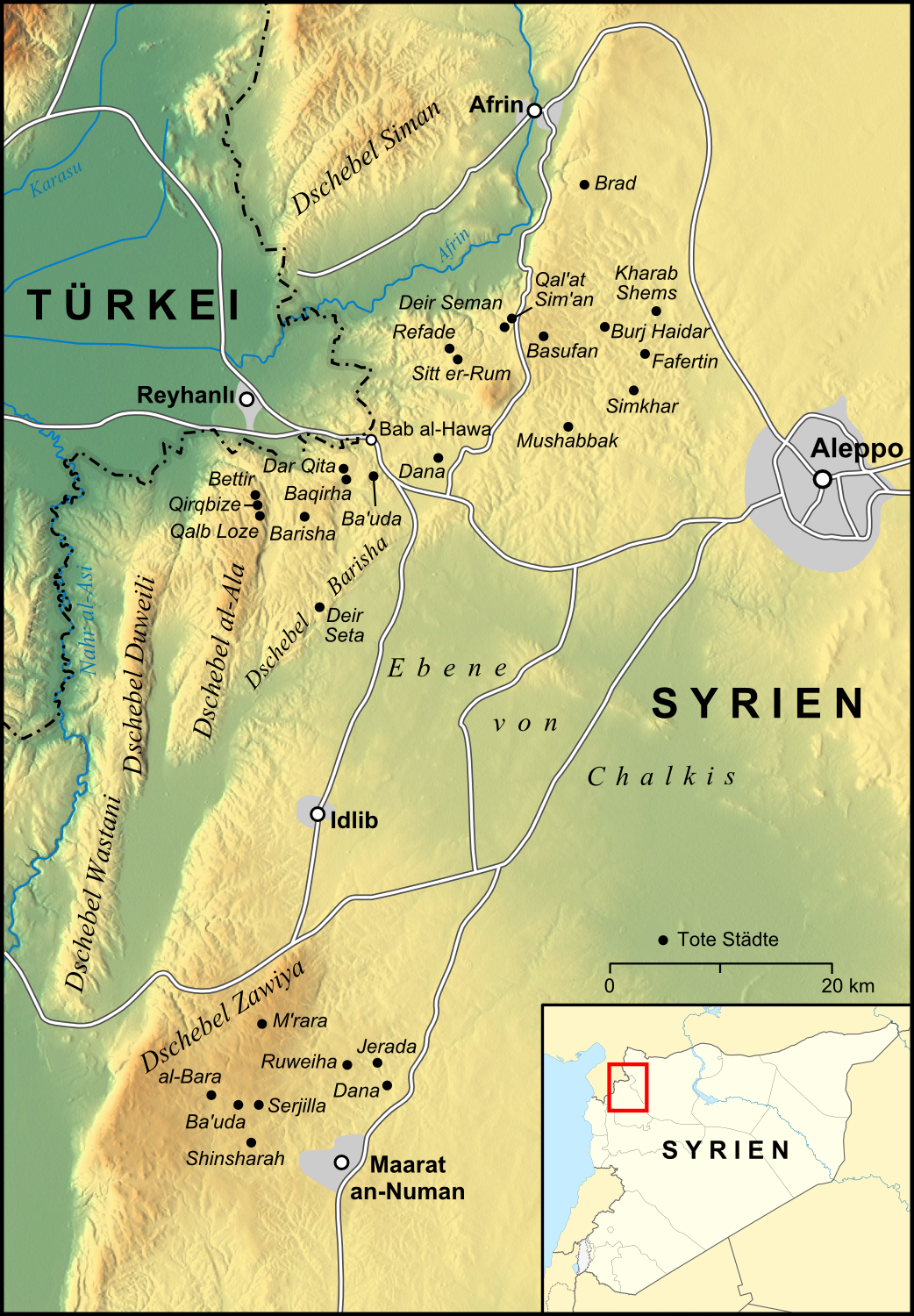
Localización de las aldeas antiguas en el norte de Siria.

Chris Wickham, en su estudio autorizado publicado en 2006 del mundo post-romano enmarcado en la Alta Edad Media sostiene que se trata de asentamientos de campesinos prósperos que tienen características específicamente urbanas en pocos de ellos o en ninguno. Los impresionantes restos de la arquitectura doméstica son el resultado de la prosperidad de los campesinos que se beneficiaron de un fuerte comercio internacional del aceite de oliva al final de la Antigüedad.
Otro argumento, es que se trata de ciudades prósperas que florecieron debido a que se encuentran a lo largo de las principales rutas comerciales en el Imperio Bizantino, y no sólo eran asentamientos de campesinos prósperos. Después de la conquista por los árabes, las rutas comerciales cambiaron, y como resultado estas ciudades perdieron la mayoría de los negocios que fomentaban su economía. En este punto de vista, los colonos finalmente abandonaron sus pueblos y se dirigieron a otras ciudades que estaban desarrollando los árabes y los Omeyas, fundando nuevos asentamientos urbanos.
Los pueblos antiguos de las ciudades muertas ilustran la transición del mundo pagano del Imperio Romano al del cristianismo bizantino.
La mayoría de las ciudades muertas están bien conservadas, y los turistas pueden acceder a los sitios con bastante libertad a pesar de las excavaciones arqueológicas en curso y algunos trabajos de restauración, aunque algunas de las ciudades muertas son muy difíciles de alcanzar sin un guía.
Relativamente son pocas las ciudades muertas en las que las excavaciones arqueológicas tienen lugar, y por desgracia, la mayoría de las personas que viven cerca de ellas no tienen comprensión de su importancia. Sin embargo, los habitantes locales siempre están dando la bienvenida a los visitantes que se acerquen al lugar.
Desde inicios del siglo XXI la mayoría de los sitios son de fácil acceso, ya que muchas carreteras fueron asfaltadas. Hay una guía con un mapa detallado que es muy útil para encontrar los sitios menos conocidos: "La Iglesia de San Simón el Estilita y otros sitios arqueológicos en las Montañas de Simeón y Halaqa".
Ocho áreas de las ciudades muertas fueron inscritas por la Unesco como Patrimonio de la Humanidad en 2011, bajo el nombre de "Antiguas aldeas del norte de Siria". El 20 de junio de 2013, la Unesco incluyó a todos los sitios sirios en la lista del Patrimonio de la Humanidad en peligro para alertar sobre los riesgos a los que están expuestos debido a la guerra civil siria.

## Sitios históricos
Las aldeas antiguas tienen sitios arqueológicos en el Monte Simeón y el Monte Kurdo en Alepo e incluyen:
- El Castillo Kaleta y las iglesias: situado a 20 km al noroeste de Alepo. El castillo fue construido originalmente como un templo romano durante el siglo II. Después de convertirse al cristianismo, el templo se convirtió en una basílica en el siglo V.[4] Como resultado de las guerras entre los Hamadaníes y el Imperio Bizantino, la iglesia se convirtió en un castillo durante el siglo X.[5] Son dos las iglesias no bien conservadas cerca del castillo: en el este, la iglesia construida en el año 492; y la iglesia occidental del siglo VI.

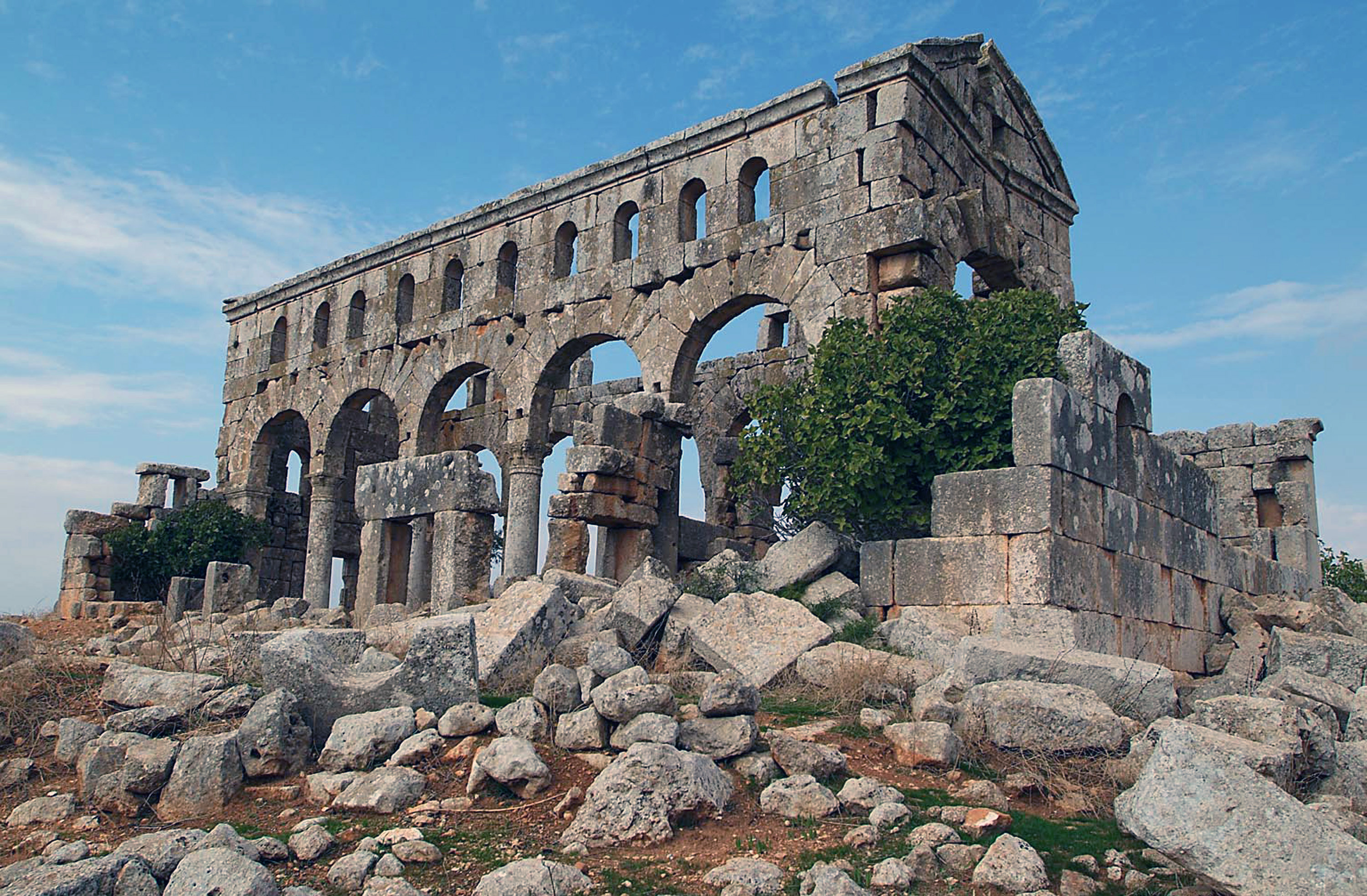
Basílica de Karab Shams

- Basílica de Karab Shams: una de las más antiguas y mejor conservadas estructuras cristianas del Levante en el siglo IV.[6] La iglesia bizantina se encuentra 21 kilómetros (13 millas) al noroeste de Alepo.
- Iglesia Fafertin: ruinas de una basílica romana de la era tardía, datada en 372 d. C., se encuentra a 22 km (14 millas) al noroeste de Alepo. De acuerdo con el historiador de Alepo, Hajjar Abdallah, la iglesia de Fafertin es una de las iglesias más antiguas del mundo.[7]
- Aldea Surqanya: se encuentra a 23 km (14 millas) al noroeste de Alepo, conserva los restos de un antiguo asentamiento bizantino con una capilla del siglo VI en ruinas.
- Asentamiento Kafr Kira: en el pueblo de Burj Heidar, situado a 24 km (15 millas) al noroeste de Alepo, tiene muchas estructuras semiderruidas cristianas que se remontan a los siglos IV y VI.
- Asentamiento histórico Sinhar: conocido localmente como "Simkhar", está ubicado a 24 km (15 millas) al noroeste de Alepo, en un valle aislado. El pueblo fue habitado entre los siglos II y VII. Su basílica es una de las iglesias más antiguas de Siria y se remonta al siglo IV, mientras que la capilla se remonta a cerca del siglo VI.

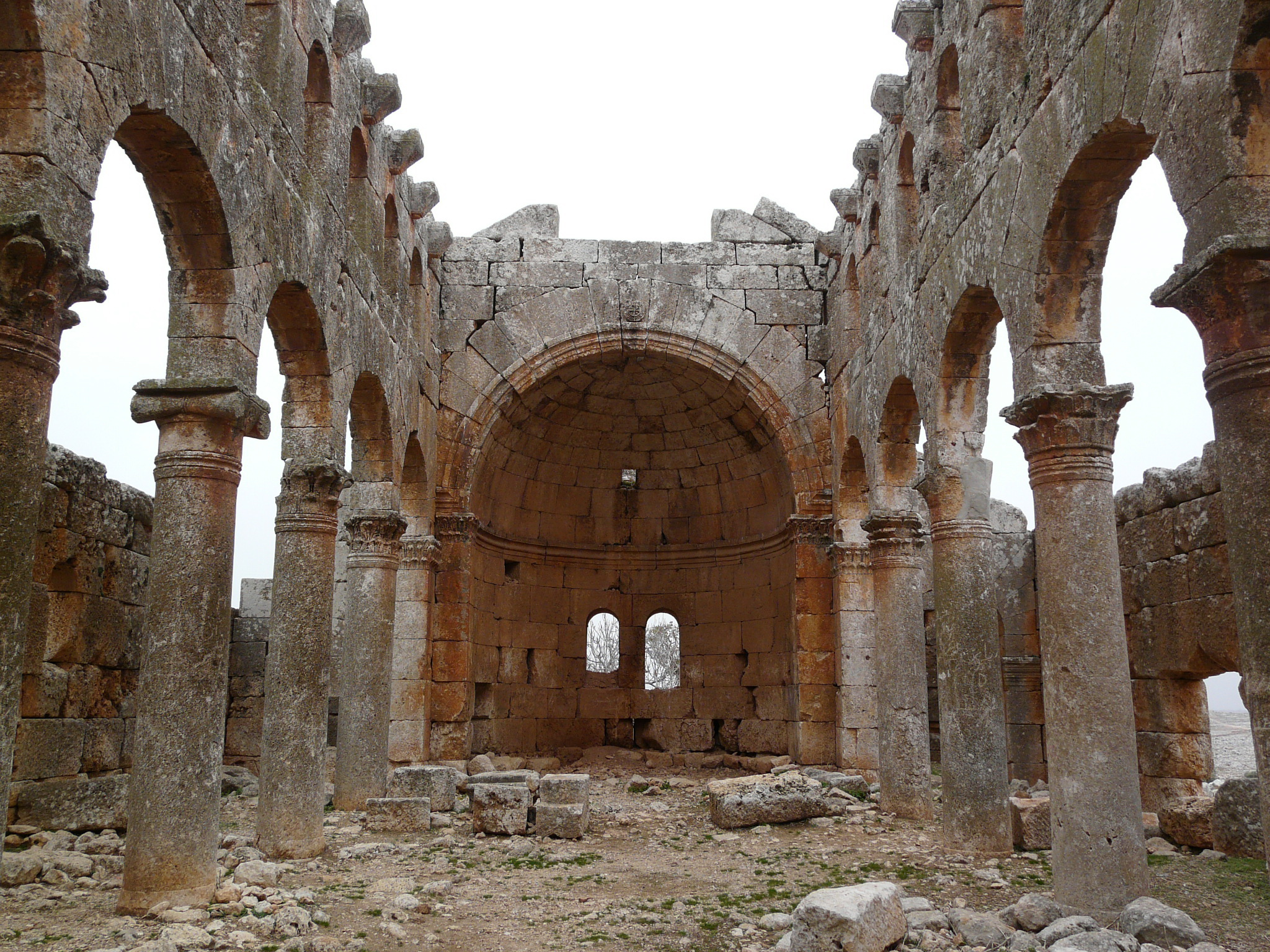
Basílica de Mushbbak

- Basílica de Mushabbak: es una iglesia muy bien conservada de la segunda mitad del siglo V (alrededor de 470), está situada a 25 km (16 millas) al oeste de Alepo, cerca de la ciudad de Daret A'zzeh.
- Aldea Barjaka o Burj Suleiman: se localiza a 26 km (16 millas) al noroeste de Alepo. El sitio cuenta con restos de una antigua torre de ermitaño y una capilla muy bien conservada del siglo VI.
- Iglesias en la aldea Sheikh Suleiman: Situadas a 28 kilómetros (17 millas) al oeste de Alepo, se destaca por sus tres antiguas iglesias: una iglesia en ruinas situada en el centro de la aldea, una basílica bien conservada al sur que fue construida en 602, y la Iglesia de la Virgen María, que pertenece a finales del siglo V y es considerada una de las iglesias más bellas del norte de Siria.[8] Hay una torre de ermitaño en el lado norte de la aldea.
- Asentamiento Kafr Nabo: situado a 29 km (18 millas) al oeste de Alepo, contiene un asentamiento asirio del siglo IX a. C. y el sitio de un templo romano que luego se convirtió en una iglesia. También tiene en un buen estado de conservación sus edificios residenciales de los siglos V y VI.
- Barad: un antiguo asentamiento, situado a 32 km (20 millas) al oeste de Alepo, tiene muchas antiguas basílicas, por ejemplo, la de San Juliano y la Marotina que es un monasterio (399-402 d. C.) donde se encuentra la ermita de San Marón, así como una basílica en la parte norte de la aldea construida en el 561.
- Asentamiento Kimar: situado a 35 km (22 millas) al noroeste de Alepo, es un pueblo del siglo V de las épocas romana tardía y bizantina, tiene muchas iglesias bien conservadas, torres de ermitaño y cisternas de agua antiguas.

- Iglesia de san Simón Estilita: (Qal'at Sim'an), es uno de los monumentos eclesiásticos más conocidos en Siria y entre las más antiguas iglesias cristianas aun de pie en el mundo. Ésta se encuentra a unos 35 km (22 millas) al noroeste de Alepo.
- Pueblo Sugane: situado a 40 km (25 millas) al noroeste de Alepo, cuenta con dos iglesias medio derruidas y con restos de cisternas de agua antiguas.
- Templo de Ain Dara: de la edad de hierro sirio-hitita, es un templo que data entre los siglos X y VIII antes de Cristo, está a 45 km (28 millas) al noroeste de Alepo.
- Aldea Bab Al-Hawa: ubicada a 50 km (31 millas) al oeste de Alepo, en la frontera turca, es el sitio de varias iglesias del siglo IV y una puerta en buen estado de conservación histórica del siglo VI d. C.
- Cyrrhus: una antigua ciudad ubicada a 65 km (40 millas) al norte de Alepo, es el sitio de la iglesia de San Cosme y San Damián (comúnmente conocida como iglesia Nabi Houri), así como de un anfiteatro romano y dos puentes, también romanos.

Muchos otros sitios y ciudades muertas en la zona se encuentran a diferentes distancias alrededor de Alepo e Idlib: Serjilla, Ebla, al Bara, la basílica de Qalb Loze, la iglesia bizantina Baqirha, la iglesia Deir Mishmish, el monasterio Benastur, las iglesias de Deir Ammán, el asentamiento de Sargible, la iglesia y monasterio de Tell A'de y otros asentamientos que se encuentran en la región de Jabal Halaqa.

## Galería de fotos

Aldeas antiguas al norte de Siria
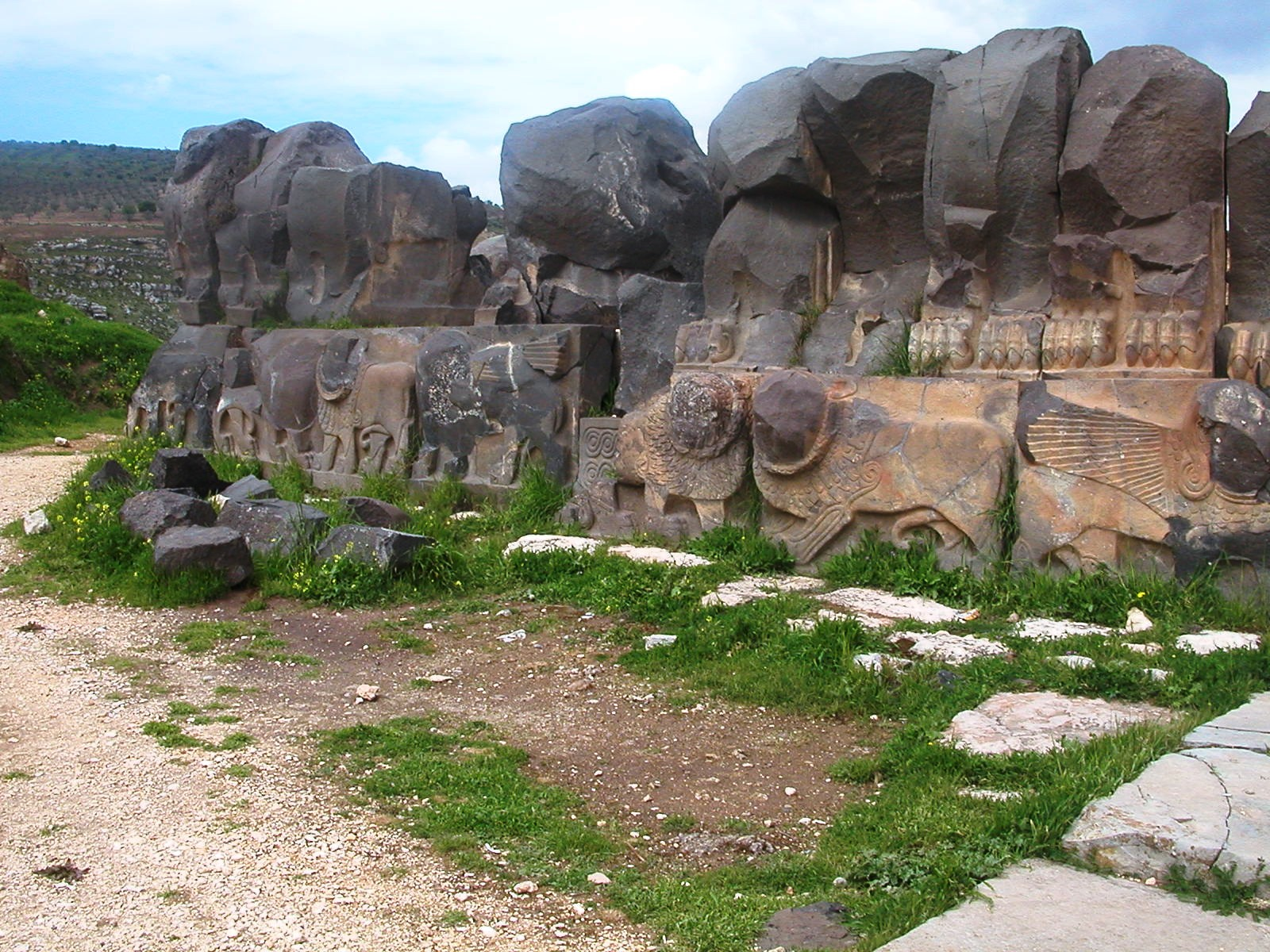
Los restos del templo de Ain Dara
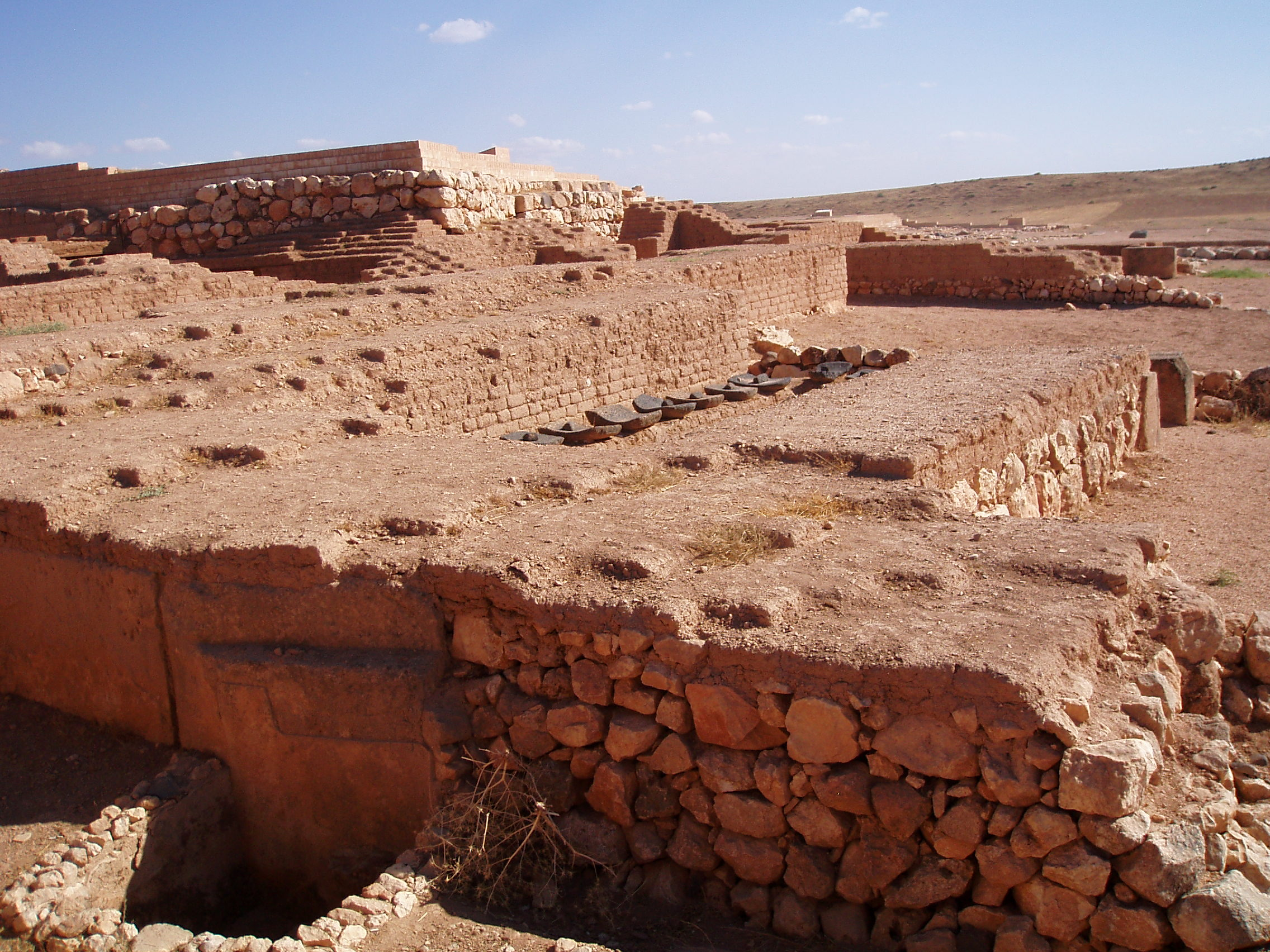
La antigua ciudad de Ebla
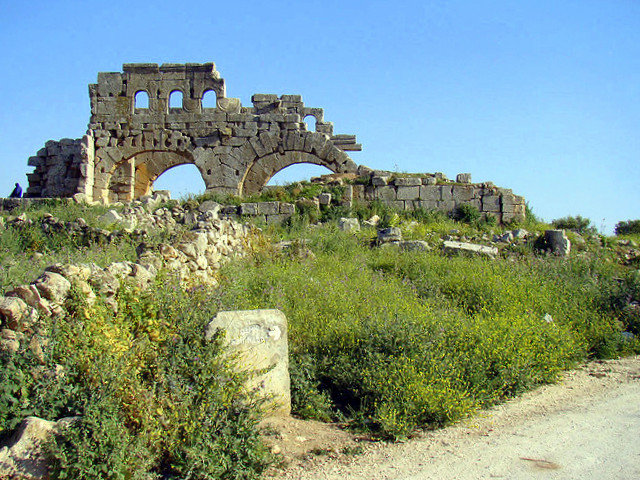
La basílica maronita en Brad
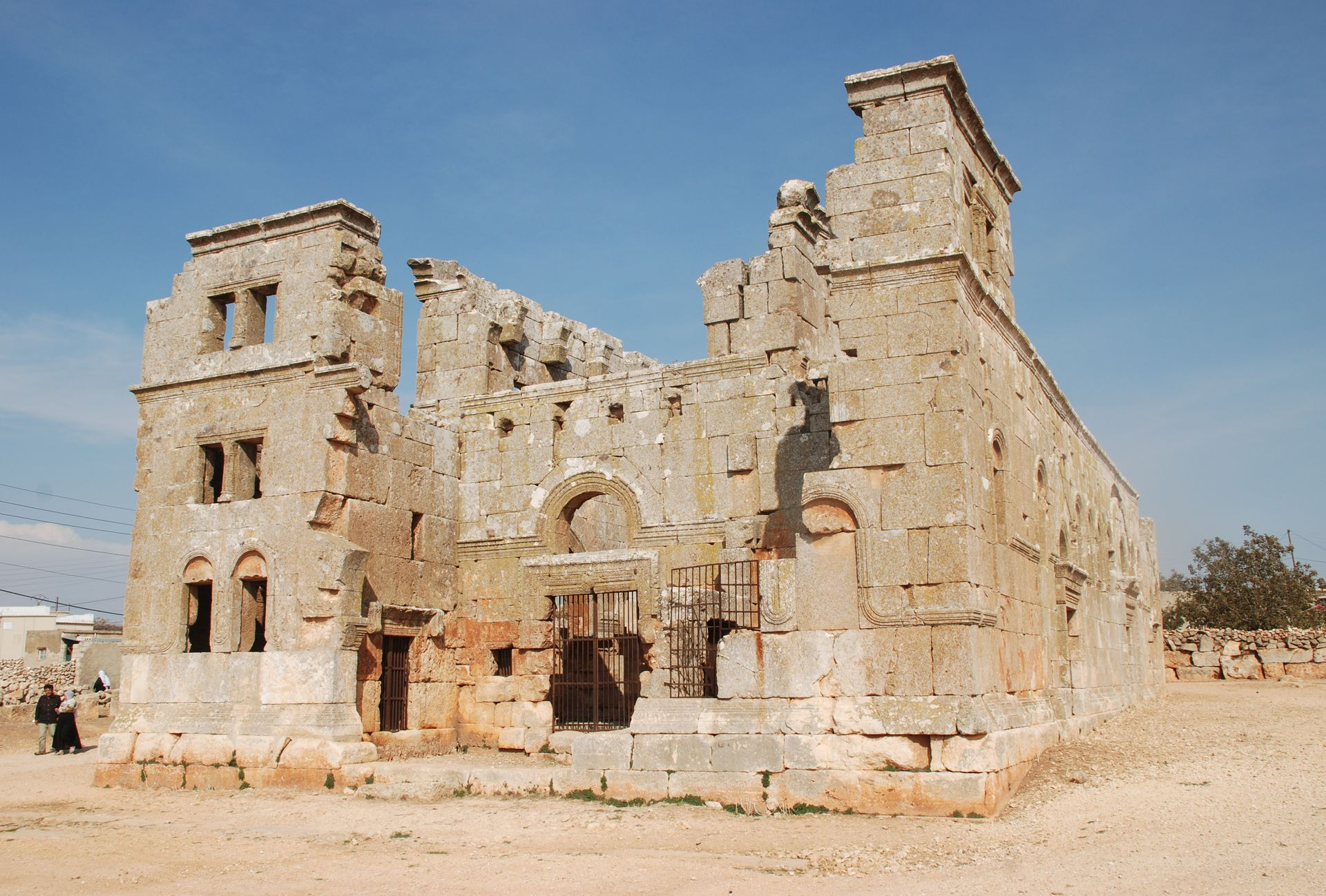
La basílica de Qalb Loze
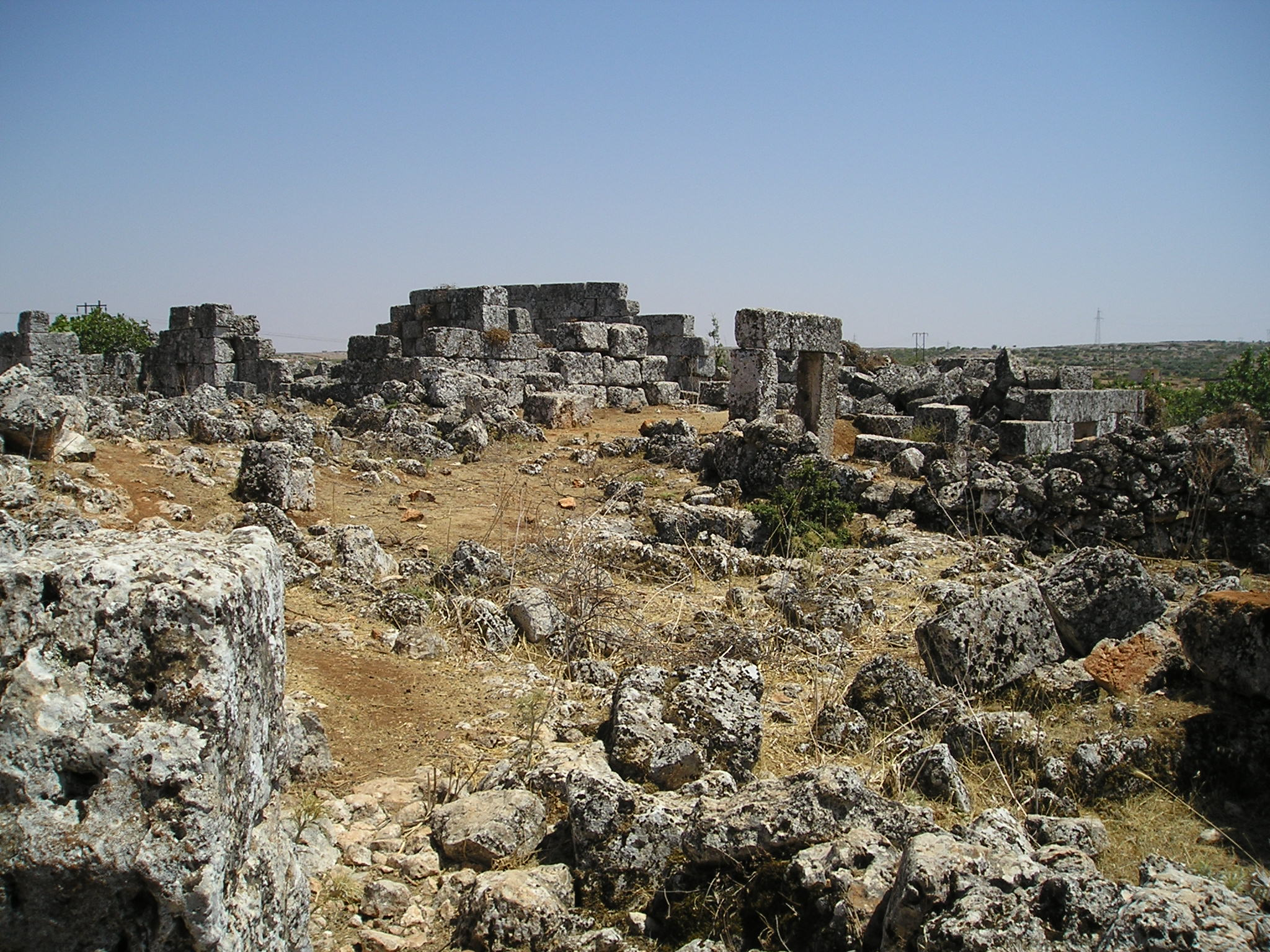
Las ruinas de al Bara
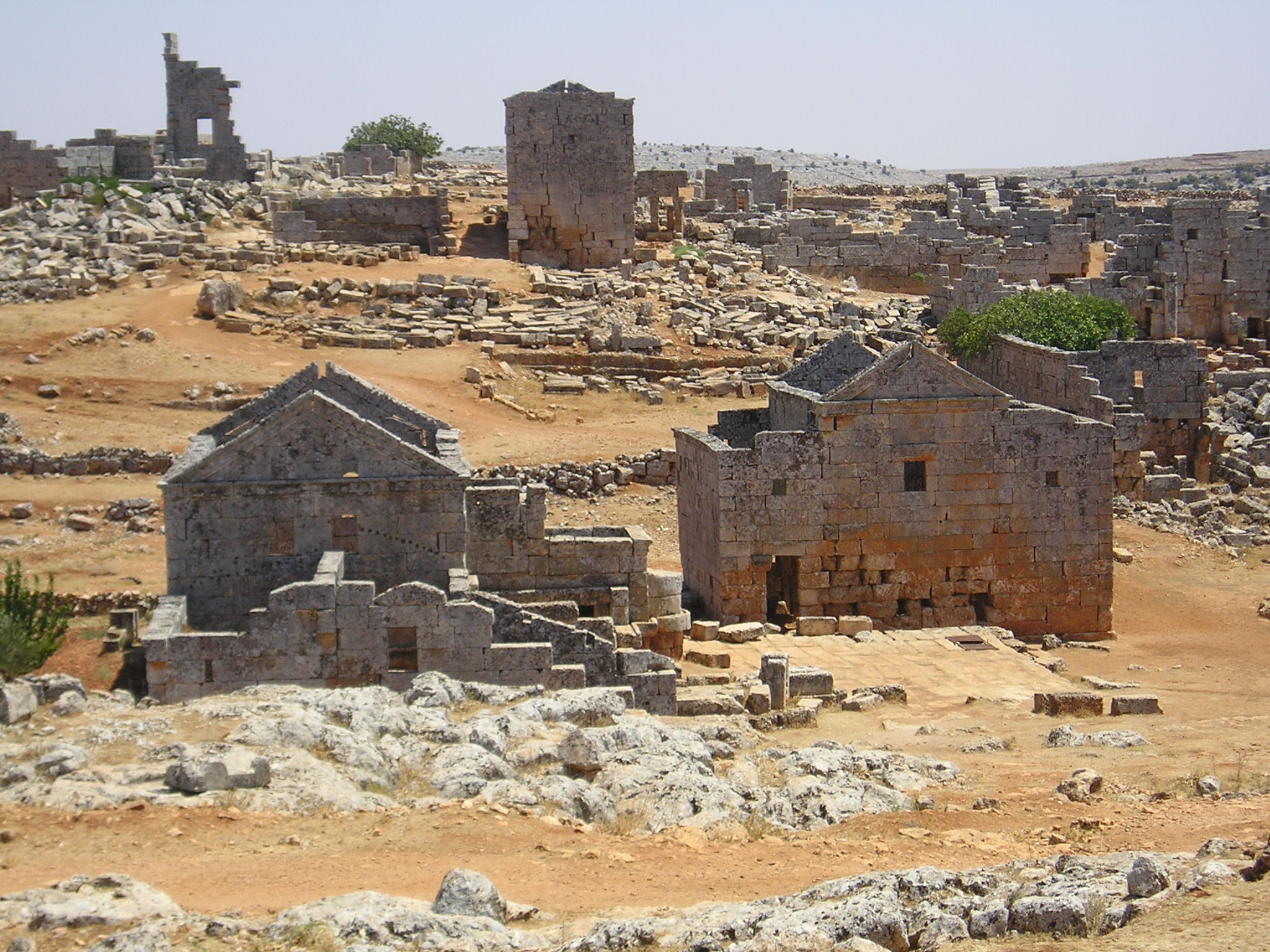
Las ruinas de Serjilla
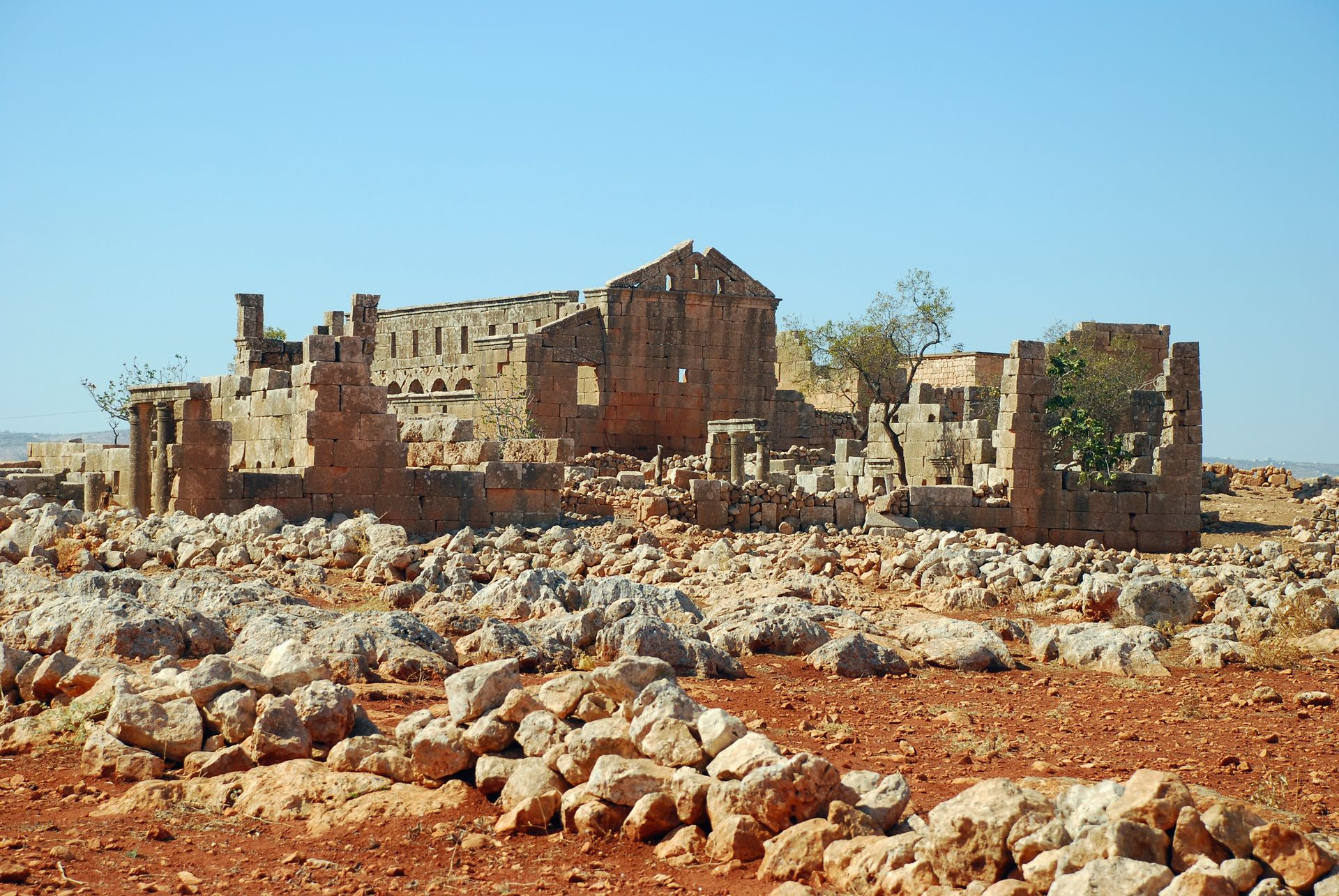
La basílica de Ruweiha
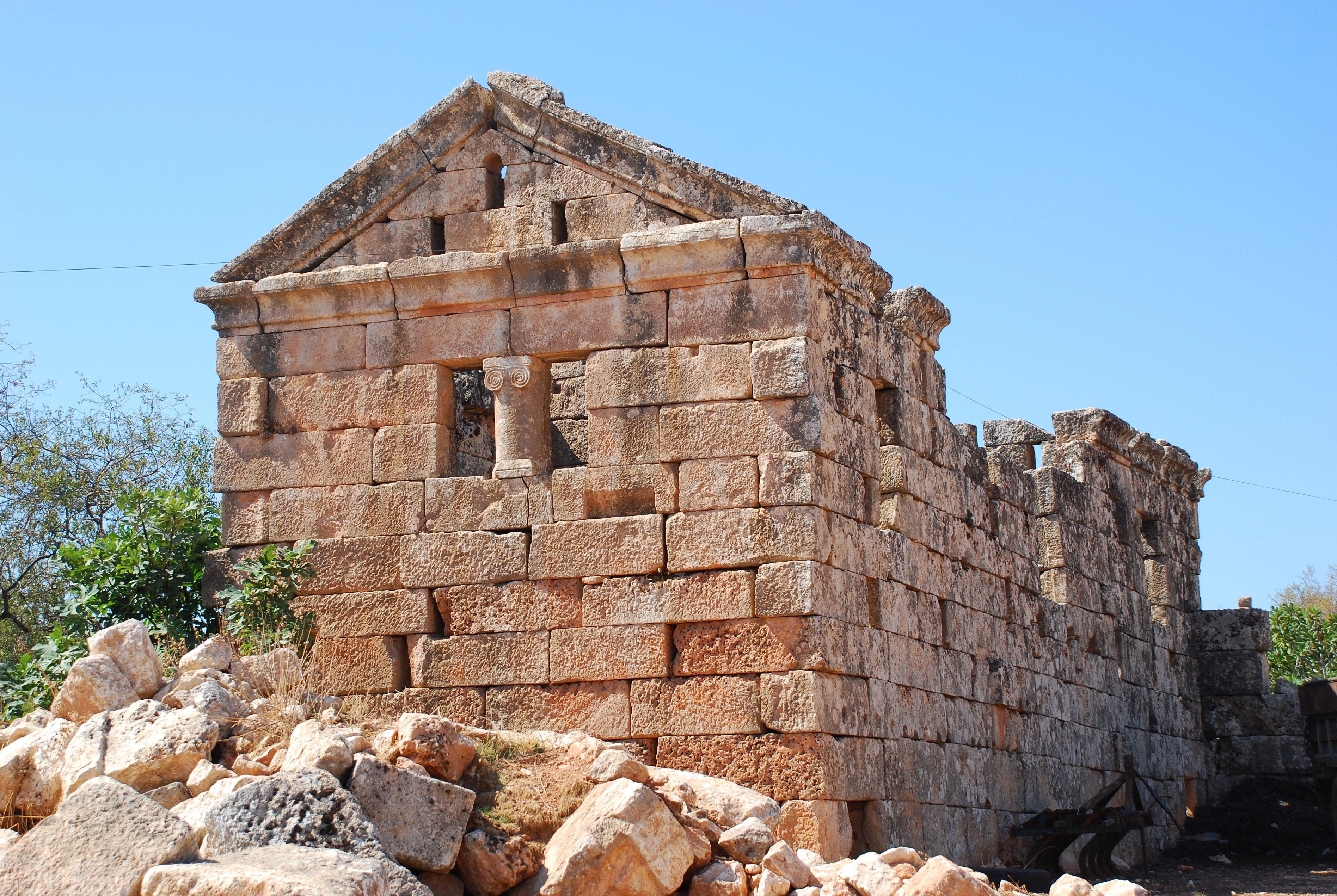
El pueblo de Jerada
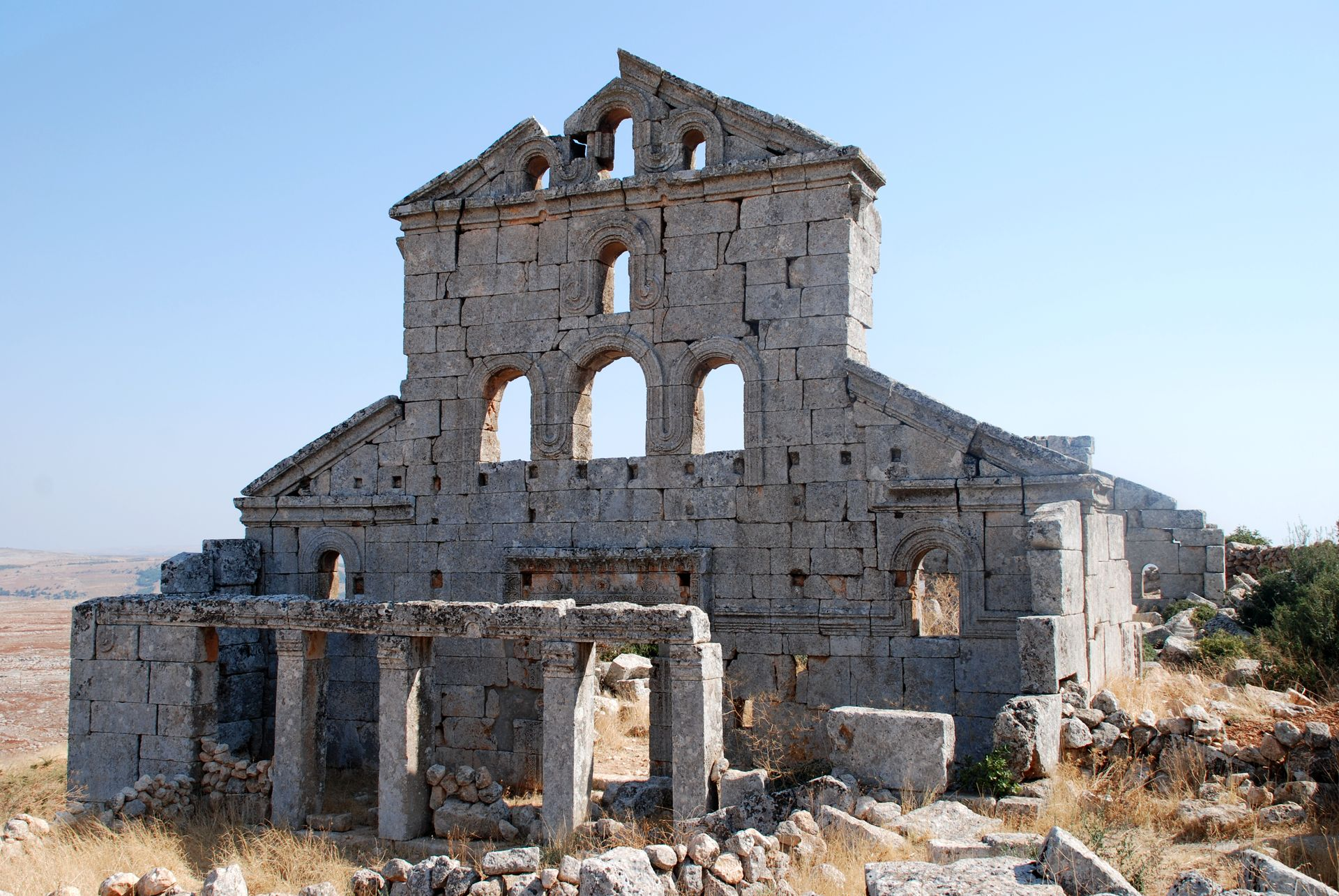
La iglesia de Baqirha
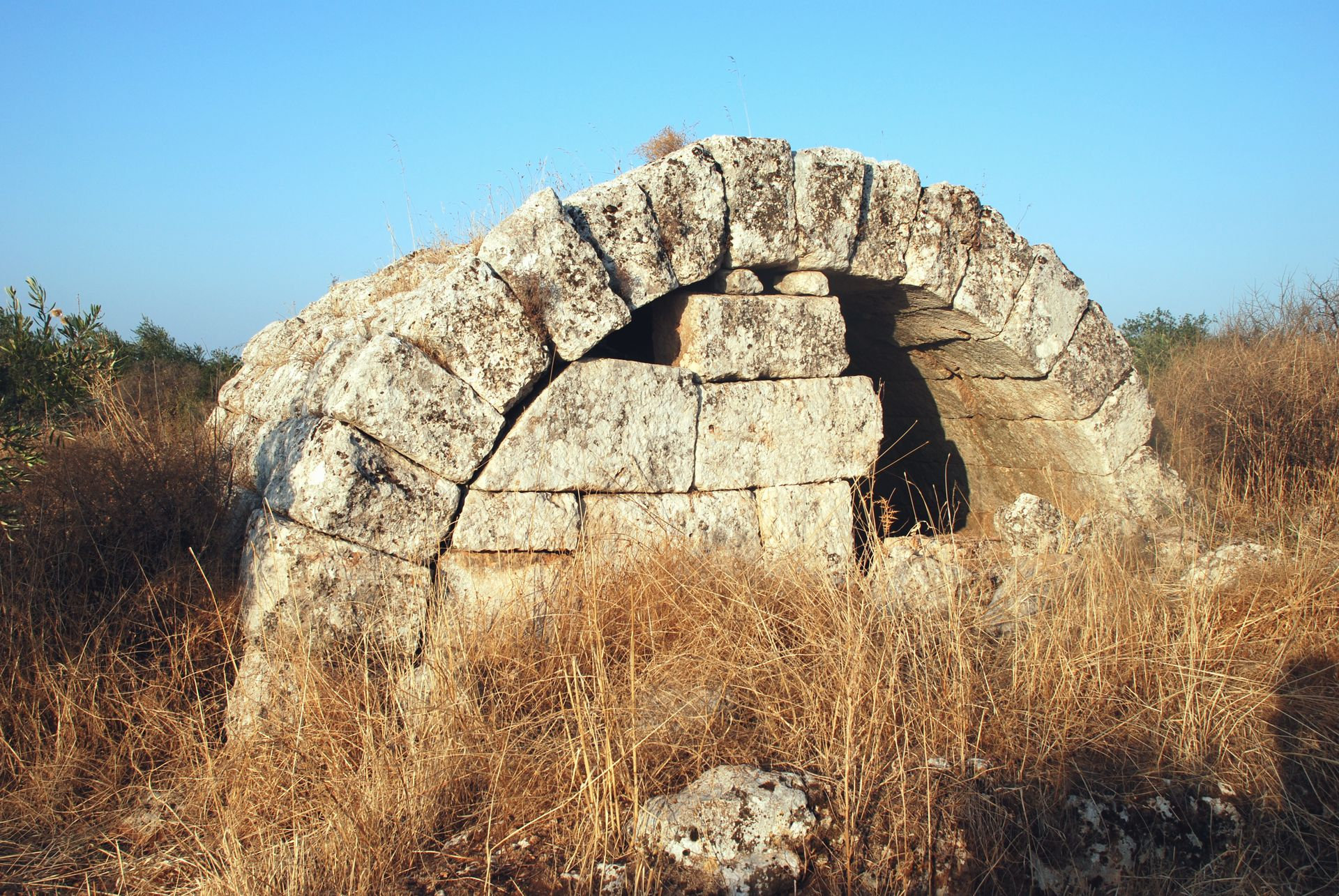
El pueblo de Barisha